# 2015年のカナダ
2015年のカナダ （2015ねんのカナダ）では、2015年のカナダに関する出来事について記述する。

## できごと

### 3月
- 3月29日 - エア・カナダ624便着陸失敗事故。トロント発ハリファックス行きエア・カナダ624便がハリファックス国際空港で着陸に失敗し大破。乗客乗員138人のうち負傷者23人。死者はいなかった。

### 6月
- 6月7日-8日 - ドイツバイエルン州エルマウ城で第41回先進国首脳会議。クリミア危機の影響で前回に引き続きロシアを除くG7の枠組みで開催。カナダからはスティーヴン・ハーパー首相が出席。

### 10月
- 10月19日 - カナダ総選挙。カナダ議会下院338議席の改選。ジャスティン・トルドー党首率いる自由党が148議席増の184議席を得て勝利、過半数を確保。スティーヴン・ハーパー首相率いる保守党は60議席減の99議席。新民主党は51議席減の44議席となり惨敗。

### 11月
- 11月4日 - ジャスティン・トルドー、第29代首相に就任。